# Station Bury St Edmunds
Bury St Edmunds is een spoorwegstation van National Rail in Bury St Edmunds, St. Edmundsbury in Engeland. Het station is eigendom van Network Rail en wordt beheerd door Greater Anglia. Het station is geopend in 1847. Het station is Grade II listed.